# علف هفت‌بند (گیاه)
علف هفت‌بند (نام علمی: Polygonum aviculare) نام یک گونه از سرده علف هفت‌بند است.